# Mohammed Goyi Aliyu
Mohammed Aliyu (ur. 12 lutego 1993 w Kacha) – nigeryjski piłkarz występujący na pozycji obrońcy.

## Kariera klubowa
Wychowanek Lima Primary School. W 2008 rozpoczął karierę piłkarską w Niger Tornadoes F.C., w którym debiutował na profesjonalnym poziomie. W styczniu 2011 opuścił nigeryjski klub i przeniósł się do hiszpańskiego Villarreal CF. 13 grudnia 2011 podpisał kontrakt z ukraińską Tawriją Symferopol. Najpierw występował w drużynie rezerw, a 29 września 2013 debiutował w podstawowym składzie Tawrii. Po rozformowaniu klubu w maju 2014 opuścił Krym, a już w lipcu zasilił skład mołdawskiego klubu Saxan Ceadîr-Lunga.

## Kariera reprezentacyjna
W 2009 został powołany przez trenera Sama Obuha do reprezentacji Nigerii U-17 na Mistrzostwa Świata U-17. 12 kwietnia 2011 Obuh powołał obrońcę na Mistrzostwa Afryki U-20 w piłce nożnej w Południowej Afryce.